# Olimpijskie Wzgórze
Olimpijskie Wzgórze – wzniesienie położone w woj. pomorskim, na obszarze miasta Sopot.
Przed II wojną światową wzniesienie nie posiadało oficjalnej nazwy, zaś obecnie stosowana nazwa to "Olimpijskie Wzgórze" lub "Wzgórze Olimpijskie".